# Любимая (фильм, 1965)
«Люби́мая» — советский художественный фильм, снятый по мотивам романа Николая Погодина «Янтарное ожерелье».

## Сюжет
На телестудии во время передачи о выпускниках школ учительница знакомит телерепортера Ростика и Ирочку Егорову. Она сирота, живёт с дядей Иваном Егоровичем и его женой Ниной Петровной. Вскоре Ира случайно знакомится с Володей Левадовым, молодым рабочим-строителем.
Володя живёт в доме своего бригадира Бляхина, с племянницей которого Софьей у него близкие отношения. Ира встречается с Ростиком, говорит с ним о призвании, выборе профессии. Егоровы переезжают на новую квартиру. Володя ищет Иру в новом районе и случайно сталкивается с ней и Ростиком. Неожиданно для самой себя Ира идет гулять с Володей.
Они оказываются на стройке, и Ира просит Володю устроить её на работу. Она становится маляром в бригаде Бляхина. Ира и Володя встречаются. Ей не нравится, что он пьет и несколько легкомыслен. Володя приходит знакомиться к Егоровым и выясняет отношения с Ростиком. Ира радуется первой зарплате, но оказывается, что часть её надо отдавать Бляхину.
Она обвиняет его во взяточничестве, на что тот возражает: «Ты давала, а я не просил. Кто виноват?» На даче дяди, куда Ира приезжает с Володей, она рассказывает о случившемся. Дядя взрывается и выгоняет их. Ира и Володя гуляют по лесу, встречают американцев, путешествующих на дилижансе, затем мальчиков в ночном и остаются ночевать у их костра на сене. На следующий день Володя выясняет отношения с Софьей и Бляхиным. Обвинив их в ограниченности интересов, мещанстве, он уходит от них.
Клава и Ксюша, девушки из бригады, не зная об отношениях Иры с Володей, рассказывают ей о Володе и Софье. Ира обвиняет Володю во лжи. Иван Егорович выгоняет его из дома. Володю утешает работница бригады Римма, которая давно недовольна Бляхиным и никогда не давала ему денег. Римма и Володя предупреждают Бляхина, чтобы больше на «дань» он не рассчитывал.
Расстроенная Ира принимает приглашение Ростика ехать на его дачу. Володя ищет её, пытается догнать на машине моториста их бригады Пети. Но его «Москвич» ломается, не догнав «Волгу» Ростика. На даче Ростик пытается соблазнить Иру. Она убегает, едет на попутке в город, замечает сидящего на обочине Володю и, остановив машину, идет к нему.

## В ролях
- Александра Назарова — Ира Егорова
- Борис Платонов — Иван Егорович, дядя Иры Егоровой (озвучивание — Георгий Жженов)
- Виталий Соломин — Володя Левадов
- Светлана Дружинина — Софья
- Вячеслав Бровкин — Дементий Павлович Бляхин, дядя Софьи
- Елена Максимова — Нина Петровна, тётя Иры Егоровой
- Игорь Добролюбов — Ростик, журналист
- Надежда Семенцова — Римма
- Зара Долуханова — певица
- Леонид Сатановский — Петя
- Анатолий Грачёв — шофёр
- Роман Филиппов — грузчик мебели

## Съёмочная группа
- Автор сценария: Олег Стукалов
- Режиссёр: Ричард Викторов
- Главный оператор: Юрий Марухин
- Художник: Владимир Дементьев
- Художники: гримёр -  Л. Емельянова по костюмам - А. Грибова
- Режиссёр: Л. Чижевская
- Операторы: С. Чижевский, В. Николаев
- Ассистент режиссёра: В. Киселёв
- Музыка к фильму: Евгений Глебов

Фильм шёл также под названием «Янтарное ожерелье», «Солнце — каждый день».